# Droga wojewódzka 946
Die Droga wojewódzka 945 (DW 945) ist eine 35 Kilometer lange Droga wojewódzka (Woiwodschaftsstraße) in der polnischen Woiwodschaft Kleinpolen und der Woiwodschaft Schlesien, die Żywiec mit Sucha Beskidzka verbindet. Die Strecke liegt im Powiat Żywiecki und im Powiat Suski.

## Streckenverlauf
Woiwodschaft Schlesien, Powiat Żywiecki
-  Żywiec (Saybusch/Seipusch) (S 1, DW 945, DW 948)
-  Łękawica (DW 781)
- Okrajnik
- Mrowce
- Rozcięta
- Las

Woiwodschaft Kleinpolen, Powiat Suski
- Kuków
- Stryszawa
-  Sucha Beskidzka (DK 28)